# 14th Intelligence Company
Die 14 Intelligence Company war eine Spezialeinheit der British Army, die in Nordirland als operative nachrichtendienstliche Aufklärungskomponente des Intelligence Corps bis 2005 im Einsatz war.

## Auftrag
Die Einheit wurde 1970 aufgestellt, um identifizierte und vermutete Mitglieder der IRA, deren Umfeld und andere terroristische Elemente aufzuklären und zu beobachten. Ein weiterer Beobachtungschwerpunkt war die Überwachung der nordirischen Loyalisten mit ihren paramilitärischen und terroristischen Gruppierungen, wie der Ulster Defence Association (UDA), den Ulster Freedom Fighters (UFF), der Loyalist Volunteer Force (LVF) und der Ulster Volunteer Force (UVF).
Dabei arbeitete die 14 Intelligence Company regelmäßig verdeckt mit menschlichen Quellen (HUMINT), betrieb aber auch elektronische Aufklärung (SIGINT).
Der Name der Einheit hatte keinen traditionellen Bezug und kann als einfache Zweckbezeichnung gesehen werden. Im armeeinternen Jargon war die Bezeichnung 14th üblich. Ein weiterer gebräuchlicher Spitzname lautete: „the Det“ (abgeleitet von engl. detachment, hier dt. Abteilung).
Die Soldaten wurden ähnlich wie bei der US-amerikanischen Delta Force einheitsintern „Operateure“ (engl.: Operators) genannt. Ursprünglich einzigartig innerhalb der militärischen Spezialeinsatzkräfte Großbritanniens rekrutierte sie von Anfang an auch Frauen. Erst das 2005 aufgestellte Special Reconnaissance Regiment stellte ebenfalls Frauen ein.
Da die Einheit geheim war, ist ihr öffentlicher Bekanntheitsgrad relativ gering. Veröffentlichungen stammen in erster Linie von ehemaligen Angehörigen.

## Organisation
Die Einheit bestand aus vier Hauptabteilungen mit unterschiedlichen Einsatzschwerpunkten:
- Mobile Reconnaissance Force (MRF) (dt. Mobile Aufklärungsgruppe)
- 14 Intelligence and Security Company (dt. 14. Geheimdienst- und Sicherheitskompanie)
- Army Support Unit (dt. Heeresunterstützungsgruppe)
- Joint Communications Unit (Northern Ireland) (dt. Vereinigte Fernmelde- und Kommunikationseinheit, Nordirland)

Diese vier Abteilungen bildeten das „East Det“ (die Abteilung Ost), stationiert in den Palace Barracks, das „North Det“ in Ballykelly, das „South Det“ in Fermanagh und das „Main Det“ (die Hauptabteilung) auf dem Royal-Air-Force-Stützpunkt Aldergrove (RAF Aldergrove).

## Rekrutierung und Ausbildung
Die Einheit rekrutierte ihre Soldaten von anderen militärischen Formationen, aus Nachrichtendiensten und auch aus Polizeikreisen. Dies stieß innerhalb des britischen Militärs immer wieder auf Kritik, da die Einheit aufgrund ihres hohen Prioritätstatus im Vergleich zu anderen Einheiten berechtigt war, sich anhand der Personallisten die erforderlichen und geeigneten Soldaten auszusuchen, beziehungsweise anzufordern.
Sämtliche Neuzugänge durchliefen eine 9- bis 18-monatige Spezialausbildung, unabhängig von ihrer bereits vorhandenen Ausbildung und später geplanten Verwendung.
Zusätzlich wurden der 14 Intelligence Company im Bedarfsfall Teile der United Kingdom Special Forces zugeteilt.

## Geschichte
Als sie Anfang der 1970er Jahre aufgestellt wurde, war das Einsatzgebiet Nordirland. Angesichts der wachsenden globalen terroristischen Bedrohung wurde die 14 Intelligence Company aber immer häufiger auch im Ausland eingesetzt, um verdeckt aufzuklären – üblicherweise Aufgaben des Secret Intelligence Service (umgangssprachlich „MI 6“) oder des Special Air Service.
Dieser Entwicklung wurde 2005 mit der Aufstellung des Special Reconnaissance Regiment Rechnung getragen, einer eigenständigen Aufklärungs- und Überwachungskomponente der britischen Armee. Deren Ausrichtung ist die weltweite Aufklärung, Überwachung und Terrorismusbekämpfung.
Nach Meinung von Beobachtern ging die 14 Intelligence Company im Wesentlichen in der neuen Einheit auf. Wegen des nach wie vor geltenden Geheimstatus ist jedoch nicht klar, ob dies vollständig oder nur partiell geschah. Eine Stellungnahme der britischen Regierung dazu existiert nicht. Es kann aber davon ausgegangen werden, dass Teile der Einheit weiter in ihrem ursprünglichen Einsatzgebiet Nordirland aktiv sind, ob nun als SRR oder in anderen Einheiten.
Die Einsätze des 14th wurden von den ehemaligen Operateuren James Rennie and Sarah Ford in ihren Büchern anschaulich beschrieben.